# Конгенеры в алкоголе
Конгенеры в алкоголе (англ. congeners in alcohol) — химические вещества, образующиеся в процессе брожения, отличные от этанола. Эти соединения отвечают за придание вкуса и аромата алкогольному напитку.

## Описание
Основной частью алкогольного напитка является этиловый спирт (этанол). Однако в алкоголе присутствуют и другие соединения, называемые конгенерами.
Алкоголь содержит сотни различных химических соединений, которые придают этим напиткам их вкус и аромат. Одним из ключевых компонентов является этанол, химическое вещество, которое производится в процессе дистилляции и ферментации.
Эти же процессы также создают побочные продукты, называемые конгенерами, которые включают такие химические вещества, как:
- метанол: разлагается на формальдегид и муравьиную кислоту (наибольшее количество содержится в темных ликёрах);
- фурфурол: останавливает метаболизм дрожжей;
- танины: содержат антиоксиданты (в значительной степени содержатся в вине);
- сивушные масла: синтезируются в процессе брожения спиртных напитков;
- ацетальдегид: токсичное вещество, являющееся побочным продуктом распада этанола[3].

Считается, что конгенеры являются причиной похмелья.
В судебной токсикологии данные соединения являются основой анализа алкоголя, который определяет, какой алкогольный напиток употреблял исследуемый.

## Процесс образования
В процессе производства спиртных напитков, применение различных штаммов дрожжей и сахара вызывает преобразование солода в спирт (этанол). Конгенеры являются побочным продуктом этой реакции.
Количество конгенеров в напитке зависит от используемых углеводов, исходного сахара и штамма дрожжей, сбраживающих сахар. Оно варьируется в зависимости от дистиллированности спирта, а также от исходного сырья — винограда или злаков.
Некоторые конгенеры, получаемые в процессе дистилляции:
- эфиры;
- кетоны;
- кислоты;
- спирты;
- альдегиды

Эти соединения отвечают за придание вкуса и аромата алкогольному напитку. Таким образом, количество родственных соединений в напитке придает ему особый вкусовой профиль.
Например, ацетальдегид — это альдегид, который придает рому и бурбону фруктовый запах, а изобутиленовый спирт — это спирт со сладким запахом.

## Влияние на организм
В состав бренди, рома и красного вина входит наибольшее количество конгенеров, а в состав водки и пива — наименьшее. В бренди содержится 4766 миллиграммов метанола на литр, а в пиве — 27 миллиграммов на литр. В роме содержится 3633 миллиграмма на литр родственного пропанол-1, а в водке — от нуля до 102 миллиграммов на литр.
Текила, коньяк и виски — это напитки с высоким содержанием конгенеров. Виски и бурбон содержат значительно большее количество конгенеров, чем большинство других алкогольных напитков. Конгенеры оказывают значительное влияние на конечный вкус и аромат виски. 
Содержание в алкогольных напитках:
- высокое содержание — бренди, красное вино, ром;
- среднее содержание — виски, белое вино, джин;
- низкое содержание — этанол, водка, пиво[7]

Конгенеры могут стимулировать выработку организмом человека гормонов стресса, таких как норадреналин и адреналин. Они могут вызывать воспалительные реакции в организме, которые приводят к усталости и другим симптомам похмелья.